# 陈明绍
陈明绍（1914年8月—2009年9月5日），男，广东大埔人，中华人民共和国能源环境专家，曾任九三学社中央委员会副主席、名誉副主席，北京市人大常委会副主任，北京市政协副主席，北京市科协副主席，北京工业大学副校长，第五、六、七届全国政协委员，第八届全国政协常委。